# جنرال ساتلايت
جنرال ساتلايت (بالإنجليزية: General Satellite) هي شركة روسية تأسست عام 1991، وتُعد من كبرى الشركات المتخصصة في تطوير وإنتاج أجهزة استقبال البث التلفزيوني الرقمية. يستخدم أكثر من سبعة ملايين مشترك في روسيا معدات الشركة. كما أنها المستثمر الرئيسي في مشروع "تكنوبوليس غوسيف"، وهو مجمع تكنولوجي في منطقة كالينينغراد، بدأ تنفيذه منذ عام 2007.

## تاريخ الشركة
- 1991 - تأسست الشركة. وكانت مجالاتها الرئيسية - بيع وتركيب أنظمة الفضائيات.
- 1994 - توقيع عقود لبيع معدات حصري لشركات بيس ميكرو تكنولوجي (المملكة المتحدة) وهيوماكس (كوريا الجنوبية). والمورد الرئيسي لمعدات التلفزيون الفضائي، الكابلي والأرضي، بما في ذلك، أصبحت الشركة موردا واحدا لهوائيات كبير قطرها في السوق الروسي.
- 1995 – 1997 - شاركت الشركة في تنظيم أول مشروع البث الفضائي الروسي نتف بلس، وقد أصبحت موزعا رئيسيا لمعدات استقبال البرامج العامة التي لهذا المشغل.
- 2001 – اقتراح استراتيجي لتغيير أولويات الشركة، لتطوير مجال العلم والتكنلوجيا الفائقة، وتكامل النظم. وقد تشكلت وحدة علمية إنتاجية.
- 2003 – أول تطوير لقمة مجموعة مربع مع البرمجيات الخاصة بها.
- 2005 فبراير – وقد منحت جودة تنمية الشركة في مسابقة المعرض الدولي السابع CSTB في موسكو، قد صارت معروفة جودة تنمية منتجات الشركة. قمة مجموعة مربع رقمي GS FTA-7001S وفاز بترشيح «أفضل تطوير المحلي (روسيا ورابطة الدول المستقلة ودول البلطيق) في مجال معدات للتوزيع وللمشترك لتلفزيون كابلي وفضائي».
- 2005 نوفمبر – قمة مجموعة مربع GS TE-7010 اتعرف فضله بين أجهزة الاستقبال رخيصة ضرورية لنتائج التجارب التي أجريت من قبل المجلة الألمانية لتلفزيون رقمية ديغيتال فرنزهن.
- 2005 – شاركت الشركة فنيا في مشروع للتليفزيون الفضائي «تريكولور ت.ف.»
- 2007 - قمة مجموعة مربع رقمي GS VA-7200 وفاز بترشيح «أفضل التطوير» في معارض دولي CSTB-2007.
- 2007 - نظرا لسرعة تطور القنوات التلفزيونية الفضائية في روسيا، والذي خطط له الانتقال عام 2015 إلى شكل البث الأرضي الرقمي، قد قرروا بناء مصنع لإنتاج قمة مجموعة مربعات الرقمية في غوسيف، كالينينغراد.
- 2008 - قد وضعت إستراتيجية طويلة الأمد لتنفيذ المشروع الاستثماري «مجال التنمية العلمية والتكنولوجية تكنوبوليس غوسيف».
- 2010 فبرير 2 – جنرال ساتلايت كرزت بداية البث ثلاثي الأبعاد الأول في روسيا وأوربة شرقية. أبريل 15، الشركة قامت ببث مباشر في شكل ثلاثي الأبعاد (حفلة موسيقية في مسرح ماريانسكي). 21 مايو في لندن، قامت الشركة بالعرض

الأول الأوروبي للقناة الفضائية في الشكل 3DV.

## الأنشطة والخدمات

### تطوير وإنتاج قمة مجموعة مربعات رقمية من كل نوع وبرمجياتها
جنرال ساتلايت تعمل تنميته في مجال حلول نظامي للقنوات الفضائية: من البرامج وتصنيع اللوحات الأم إلى المحتوى الرقمي وبناء الشبكات.

إدارة التطورات الواعدة تأسست في عام 2002. في ترسانة من تطوراتها - نظام الأجهزة الأساسي على رقاقة STi5518، برمجيات لكل نوع أجهزة الاستقبال، قمة مجموعة مربع لمشغل فضائي «نتف بلس» مع نظام وصول مشروط Viaccess وعددا ما من قمة مجموعة مربعات فضائية وأرضية للمشترك. اليوم، تصنع الإدارة ينفذ الإدارة دورة كاملة للتنمية. عدد المهندسين نحو 250 الناس.

جنرال ساتلايت تعمل تنميته في مجال:

رسيفرات فضائية

رسيفرات كابل

رسيفرات أرضية

رسيفرات IP، حلول البرمجيات والأجهزة المتخصصة، مثل مولدات دليل برنامج الكرتوني، نظم وصول مشروط
- البث ثلاثي الأبعاد

### تنمية وسائط مراقبة لنشاط مشغلي
أصبح تنفيذ وسيطة مراقبة قاعدة الرقمنة في العالم: بدون ذلك لا يمكنك استخدام الفرص الإجمالية في الانتقال من البث التناظري إلى الشكل الرقمي.

الوسيطة المراقبة من تصميم جنرال ساتلايت هي نظام واحد الذي وضع في روسيا. الوسيطة تعرضت عام 2007 واختبارها على الملايين من المشاهدين لمشغل رائد للتلفزيونية الفضائية «تريكولور تف» (أكثر من 7 ملايين مشترك).

### مشاركة كما مكاملة الأنظمة في مشاريع البث الرقمي

#### انتقال روسيا إلى شكل البث الرقمي
وفقا للبرنامج الوطني للتحول إلى البث الرقمي بحلول عام 2015، يجب أن التلفزيون الروسي التحول إلى البث الرقمي (المصدر: البرنامج الاتحادي «تطوير الإذاعة الرقمية في الاتحاد الروسي في 2009-2015» ). الدولة تعتزم اقامة نظام للبث التلفزيوني الرقمي، بما في ذلك توفير البث العام المجاني لمجموعة القنوات. وفقا للخبراء أن عدد من الأسر والمؤسسات في روسيا والتي ينبغي تقديمها مع قمة مجموعة صناديق أو أجهزة التلفزيون الجديدة بحلول عام 2015، حوالي 50 مليون. اليوم الشركة قادرة على إنتاج ما يصل إلى 5 ملايين قمة مجموعة مربعات سنويا مع إمكانية توسيع طاقتها الإنتاجية مرتين.

•	حلول التصنيع:
- فك التشفير 8511 -GS TE يقبل قنوات التلفزيونية والإذاعية مفتوحة ومشفرة أيضا. هذا فك التشفير بني على أساس التلفزيون بالوضوح القياسي، الذي اعتمد في روسيا، ويؤيد ضغط تدريجي في الشكل تلفزيون – 4 (مبغ 4).
- فك التشفير9510 -HD إنها قمة مجموعة مربع رقمية لاستقبال إشارات التلفزيون الأثيرية عالي الوضوح (HDTV). توفير وظائف مسجل التي تسمح تسجيل البرامج التلفزيونية بوسائل الناقل التسلسلي العام - فلاش، وثم مشاهدتها باستخدام اللاعب المدمج. يدعم استقبال القنوات المفتوحة (الحرة للجوية). في نموذج متكامل لمنظومة الوصول المشروط «برو كريبت». ترميز الصوت الرقمي دولبي الرقمي™.

#### تنفيذ المشروع - 3D الخاص
- 2 فبراير عام 2010 افتتاح - أول مرة في روسيا وأوروبا الشرقية - البث الفضائي الرقمي ثلاثي الأبعاد. أصبح القناة الثلاثي الأبعاد التي يقدمها مشغل البث الفضائي «بلاتفورم هد» أول المتاحة لمشتركي المشغل في روسيا وأوروبا الشرقية. وكان عرض للقناة في المعرض الدولي للاتصالات عام 2010 CSTB - في موسكو.
- 15 أبريل 2010 أول مرة في العالم - البث المباشر للباليه ماريانسكي في الشكل ثلاثي الأبعاد. نظمت الشركة جنرال ساتلايت من قاعة الحفلة للمسرح ماريانسكي، أول مرة في العالم، البث التلفزيوني المباشر لرقص الباليه في الشكل ثلاثي الأبعاد. المتفرجون، سواء في روسيا وأوروبا - لأول مرة في تاريخ - لاحظوا صورة ثلاثية الابعاد للباليه يعيش. وإنّ شركاء البث التقنيين هم الشركة يوتلسات، مشغل الأقمار الصناعية الرائد في أوروبا، والشركة سامسونج للإلكترونيات، الشركة الرائدة عالميا في تقنيات الوسائط الرقمية، والشركة «بلاتفورم هد»، المشغل الروسي للتلفزيون المدفوع عالي الوضوح (HDTV). وقد نظمت نقطات البث في سانت بطرسبورغ وموسكو وباريس
- 19 مايو 2010 لندن، بريطانيا. العرض العالمي الأول لقناة “3DV”. الشركة جنرال ساتلايت، وفاليري غيرغييف قدموا مشروع 3D مشترك - في مؤتمر صحفى في مركز باربيكان في لندن. الشركة جنرال ساتلايت بينت عن إطلاق التلفزيون الخاص الأوروبي ثلاثي الأبعاد – “3DV”، والذي سيكون مليئا محتوى مختلف، بما في ذلك الثقافة والسفر. سيجعل المسرح ماريانسكي قسما كبيرا من محتوى البرنامج للقناة. أثناء تقديمي قبل مؤتمر صحافي في مركز باربيكان نظمت حفلة مقتطفات من مهرجان للمسرح وباليه «جيزيل» من قبل ماريانسكي، قدمه المسرح ماريانسكي بتنسيق ثلاثي الأبعاد.
- 17-19 يونيو 2010 خلال المنتدى الدولي الاقتصادي في سانت بطرسبورغ، زار رئيس روسيا ميدفيديف موقف لجنة التحديث والتطوير التكنولوجي للاقتصاد الروسي، حيث رأى الرئيس تطوير الشركة في مجال التلفزيون – 3D، لا سيما قناة 3D الأولى في روسيا – "3DV".

#### المستثمر لمشروع ابتكاري «مجال التنمية العلمية والتكنولوجية - تكنوبوليس غوسيف»، الذي ينفذ في مدينة غوسيف، منطقة كالينينغراد
المقال الرئيسي: تكنوبوليس غوسيف

## الشركاء
«تريكولور تي.في.» هو أكبر مشغلي التلفزيون الفضائي في روسيا بحسب عدد المشتركين. في بداية الشهر أغسطس 2010 كان له جمهور أكثر من 6 ونصف ملايين الأسر، أو حوالي 80 ٪ من إجمالي عدد المستخدمين للتلفزيون الرقمي في روسيا. الشركة جنرال ساتلايت إنها المطوّر لنظام الوسيطة المراقبة، وعلى أساس هذا النظام يقدم المشغل «تريكولور تي.في.» الاتصال وخدمة العملاء للمشتركين. في هذا الخصوص، أصبح هذا مقدم القنوات الفضائية مشغلا أسرع نمو في العالم. شركة جنرال ساتلايت تزود قمة مجموعة مربعات أيضا لهذا المشروع.
«نتف بلوس» - إنه المشغل التلفزيوني الفضائي الثاني من أكبر المشغلين في روسيا. شركة جنرال ساتلايت تصنع فكوك التشفير التلفزيونية الرقمية التي أوصت رسميا عن مشاهدة برامج «نتف بلوس».
«بلاتفورم هد» - مشروع روسي لبث مجموعة القنوات مختلف المواضيع في شكل التلفزيون عالي الوضوح. المجموعة «بلاتفورم هد» تبث عبر القمر الصناعي إلى الأراضي روسيا الأوروبية، وتبث من قبل اكبار مشغلي الاتصالات في شبكات الكابل.

## رعاية
الشركة جنرال ساتلايت تشارك بنشاط في تنظيم ودعم مشاريع مختلفة في مجال الفن المعاصر. وتشمل هذه الجائزة في مجال التكنولوجيات الجديدة، مختلف المعارض والمناسبات، بما في ذلك التي ترتبط بإدخال التكنولوجيا الفائقة في مجال الثقافة. الشركة هي «منذ فترة طويلة» شريك ومشارك في المعرض الدولي للفنون «الفن موسكو».

## مكافحة القرصنة
الشركة جنرال ساتلايت الروسية تتخذ موقفا استباقيا لمكافحة القرصنة. الشركة تعمل في مجال تصنيع أجهزة الاستقبال لاستقبال القنوات الفضائية، والآن هي تكون عضوا منتسبا للجمعية لحماية المنتجات السمعية والبصرية المرمزة والخدمات (AEPOC). وفقا لجنرال ساتلايت، إنتاج القراصنة يصل إلى 25 ٪ من قمة مجموعة مربعات فضائية في روسيا. وفقا لممثلي جنرال ساتلايت، المشكلة الرئيسية للقرصنة هي ليست محتوى بل كيفية الوصول إليه، ونعتقد أن نسبة متزايدة من التلفزيون المدفوع في روسيا، القرصنة سوف تنمو فقط.